# 제1회 청룡영화상
제1회 청룡영화상은 1963년 11월 30일에 열린 시상식이다.

## 수상 및 후보

### 최우수 작품상
- 혈맥 - 한양영화 수상

### 감독상
- 돌아오지 않는 해병 - 이만희 수상

### 남우주연상
- 혈맥 - 김승호 수상

### 여우주연상
- 혈맥 - 황정순 수상

### 남우조연상
- 혈맥 - 최남형 수상

### 여우조연상
- 김약국집 딸들 - 최지희 수상

### 촬영상
- 정복자 - 이용민 수상

### 음악상
- 정복자 - 김희조 수상

### 미술상
- 김약국집 딸들 - 이봉선 수상

### 기술상
- 혈맥 - 이경순 수상

### 각본상
- 혈맥 - 임희제 수상

### 특별상
- 돌아오지 않는 해병 - 이대엽 수상
- 돌아오지 않는 해병 - 구봉서 수상
- 돌아오지 않는 해병 - 남준택 수상
- 돌아오지 않는 해병 - 최무룡 수상
- 돌아오지 않는 해병 - 장동휘 수상

### 인기남우상
- 강신성일 수상

### 인기여우상
- 엄앵란 수상